# Paparazzi (Girls' Generation)
Paparazzi è un singolo del girl group sudcoreano Girls' Generation, pubblicato nel 2012 ed estratto dall'album Girls & Peace.
Il brano è in lingua giapponese.

## Tracce
- Download digitale

1. Paparazzi – 3:47